# 이성욱 (배우)
이성욱(1979년 10월 3일 ~ )은 대한민국의 남자 배우이다.

## 학력
- 순천향대학교 연극영화과

## 출연작

### 영화
- 《안녕하세요라는 자리의 이름》 (2010년)
- 《일등급이다》 (2013년)
- 《화재시 비상탈출 안내》 (2013년) - 수리공 역
- 《베드》 (2013년) - A/S직원 역
- 《타짜: 신의 손》 (2014년) - 부산 도박장 건달 역
- 《불한당들》 (2015년) - 명식 역
- 《섬. 사라진 사람들》 (2016년) - 재희 역
- 《특별수사: 사형수의 편지》 (2016년) - 478번 역
- 《범죄의 여왕》 (2016년) - 관리소 직원 이태길 역
- 《럭키》 (2016년) - 남명진(남비서) 역
- 《미씽: 사라진 여자》 (2016년) - 서 형사 역
- 《소공녀》 (2018년) - 한대용 역
- 《말모이》 (2019년) - 장춘삼 역
- 《뺑반》 (2019년) - 형관 역
- 《삼진그룹 영어토익반》 (2020년) - 홍수철 과장 역
- 《도굴》 (2020년) - 주광철 역
- 《조제》 (2020년) - 최경 역
- 《유체이탈자》 (2021년) - 유 대리 역
- 《선데이리그》 (2022년) - 준일 역
- 《늑대사냥》 (2022년) - 이경호 역
- 《탈주》 (2024년) - 홍 중위 역

### 드라마
- 《뷰티풀 마인드》 (2016년, KBS2) - 유장배 역
- 《김과장》 (2017년, KBS2) - 상혁 역
- 《사임당, 빛의 일기》 (2017년, SBS) - 유민대장 역
- 《듀얼》 (2017년, OCN) - 구본석 역
- 《미스티》 (2018년, JTBC) - 오대웅 역
- 《여우각시별》 (2018년, SBS) - 최무자 역
- 《365 : 운명을 거스르는 1년》 (2020년, MBC) - 박선호 역
- 《고요의 바다》 (2021년, Netflix) - 김썬 역
- 《꽃 피면 달 생각하고》 (2021년 ~ 2022년, KBS2) - 강호현 역
- 《기상청 사람들: 사내연애 잔혹사 편》 (2022년, JTBC) - 엄동한 역
- 《이상한 변호사 우영우》 (2022년, ENA) - 황두용 역
- 《미끼》 (2023년, 쿠팡플레이) - 강종훈 역
- 《기적의 형제》 (2023년, JTBC) - 이태만 역
- 《아무도 없는 숲속에서》 (2024년, Netflix) - 최경남 역
- 《경성크리처 시즌 2》 (2024년, Netflix) - 여명준 역
- 《트라이 : 우리는 기적이 된다》 (2025년, SBS) - 전낙균 역

### 연극
- 《복서와 소년》 (2013년) - 붉은 사자 역
- 《두 병사 이야기》 (2013년)
- 《러브 액츄얼리》 (2013년) - 재운 역

### 뮤지컬
- 《식구를 찾아서》
- 《당신만이》 - 예비사위 / 멀티맨 한영석 역
- 《락시터》 - 가제복 역
- 《소울메이트》 - 신주성 역
- 《빨래》 - 구씨 빵아들 역
- 《마리아》
- 《지하철 1호선》
- 《고추장 떡뽁이》
- 《우리는 친구다》
- 《2015 서울뮤지컬페스티벌 - '빨래'하는 밤》

### 광고
- 동아제약 박카스

## 수상 목록
- 2020년 MBC 연기대상 남자 조연상